# Ебе Камарго
Ебе Мария Камарго (на португалски: Hebe Maria Monteiro de Camargo Ravagnani) е бразилска телевизионна водеща, певица и актриса.

## Биография
Ебе Мария Камарго е родена на 8 март 1929 година в Таубате, Бразилия. Тя започва своята кариера като певица през 1940-те заедно със сестра си Естела в дует, наречен „Росалинда и Флорисбела“. По-късно Камарго изоставя певческата кариера, за да отдели повече време на радиото и телевизията като водеща.